# Långtjärnen (Ovanåkers socken, Hälsingland, 681456-148939)
Långtjärnen är en sjö i Ovanåkers kommun i Hälsingland och ingår i Ljusnans huvudavrinningsområde. Sjön har en area på 0,0891 kvadratkilometer och ligger 298,2 meter över havet. Sjön avvattnas av vattendraget Loftsbäcken.

## Delavrinningsområde
Långtjärnen ingår i det delavrinningsområde (681404-149008) som SMHI kallar för Utloppet av Loftssjön. Medelhöjden är 306 meter över havet och ytan är 5,98 kvadratkilometer. Det finns inga avrinningsområden uppströms utan avrinningsområdet är högsta punkten. Loftsbäcken som avvattnar avrinningsområdet har biflödesordning 4, vilket innebär att vattnet flödar genom totalt 4 vattendrag innan det når havet efter 113 kilometer. Avrinningsområdet består mestadels av skog (62 procent). Avrinningsområdet har 1,72 kvadratkilometer vattenytor vilket ger det en sjöprocent på 28,8 procent.